# ألفريد كلاينر
ألفريد كلاينر عالم فيزيائي سويسري وأستاذ في الفيزياء التجريبية في جامعة زيورخ، ولد يوم 24 أبريل عام 1849 وتوفي في يوم 3 يوليو عام 1916، وكان يدرس العالم ألبرت أينشتاين وكان مشرفه.

## تعليمه وأعماله
حصل على درجة الدكتوراه عام 1874 من جامعة زيورخ عن بحث بخصوص شبكية العين، تحت إشراف جوهان مولر، أما عن أعماله فكان أستاذ الفيزياء في جامعة زيورخ كما كان له العديد من المناصب والألقاب طوال حياته المهنية، وفي أوائل عام 1890 أجرى تجربةً مع طلابيه فريتز لاجر (بالإنجليزية: Fritz Laager) وثيوردور إريسمان (بالإنجليزية: Theordor Erismann) حول تأثير الجاذبية وسببها، وأنهم لم يلاحظوا خطأً كبيراً من خلال تجاربه، نشر تجربته تلك في عام 1905 وكان الدافع من هذا العمل من خلال أوراق العالمين أويس وينسلو أوستن وتشارلز بروتون الذين كتباها.

### أعماله مع أينشتاين
حصل جدال بين العالمان ألبرت أينشتاين وبين بول دريد حول مكان تعليم أينشتاين منتصف عام 1901، وكان أينشتاين قد غير موقع تعليمه الذي كان أستاذه هاينريش فريدريش فيبر لينتقل إلى الأستاذ ألفريد كلاينر وغير الموضوع فرضيته عن موضوع الكهرباء الحرارية.
لم يكن للمعهد الفدرالي السويسري للتكنولوجيا في زيورخ إذنٌ لمنح درجة الدكتوراه حتى عام 1909، وإنما يجب في ذلك الوقت تمكين ترتيبات خاصة لطلاب ذلك المعهد للحصول على درجة الدكتوراه، وفي ذلك الوقت تم تنفيذ معظم فرضيات في الفيزياء من قبل طلاب المعهد تحت إشراف هاينريش فيبر، وهو المعلم السابق لأينشتاين. كان لجامعة زيوريخ فقط مقعد واحد للفيزياء، الذي عقد من قبل ألفريد كلينر. وقد ركز أبحاثه الرئيسي على أدوات القياس، لكنه كان أيضا لها مصلحة في أسس الفيزياء.
في يوم 19 ديسمبر عام 1901 كتب تلميذه أينشتاين رسائل لزوجته ميلفا ماريك عن المناقشات المتكررة التي أجراها مع كلينر على مجموعة واسعة من المواضيع والفرضيات حيث كتب لها عن أستاذه وأبحاثه:
| ألفريد كلاينر | قضيت بعد ظهر اليوم كله مع كلينر في زيوريخ، موضحاً أفكاري عن الديناميكا الكهربائية لنقل الأشياء له. ... نصحني لنشر أفكاري حول نظرية الكهرومغناطيسية للضوء لنقل الأشياء إلى جانب المنهج التجريبي. ولما وجد المنهج التجريبي الذي كتبها لي اقترح أن تكون أبسط وأنسب وأن تكون بتصور واحد. ... سأقوم بالتأكيد بكتابة ورقة في الأسابيع المقبلة. | ألفريد كلاينر |

كما أظهر لكلينر موضوعه الأول حول أطروحة الدكتوراه في نوفمبر عام 1901، ومع ذلك: سحب أينشتاين أطروحته عام 1902، وبعد عامٍ واحدٍ قرر بأن يتخلى عن خطته للحصول على الدكتوراه حيث قال لصديقه ميشيل بيسو «أصبحت كل الكوميديا مملة بالنسبة لي.»
ثم غير رأيه خلال شهر مارس عام 1903 وقد أرسل رسالة إلى صديقه ميشيل بيسو عن أطروحاته لعام 1905 وما تضمنه من أفكار، وكان ألفريد كلينر أحد مراجعي الكلية وقد راجع اثنين من أطروحاته التي قدمها أينشتاين للجامعة في 20 يونيو عام 1905. وكان حكم كلينر لأطروحاته إيجابية للغاية حيث قال: «الحجج والحسابات التي يجب القيام بها هي من بين الأعمال الأكثر صعوبة في الهيدروناميكا.» وعند مراجع آخر وهو هاينريش بوركهاردت وهو أستاذ الرياضيات في الجامعة قال عن أبحاثه: «طريقة العلاج يوضح إتقاناً أساسياً من الطرق الرياضية ذات الصلة.»
وفي السيرة الذاتية لأينشتاين قال كارل سيلينغ «أينشتاين روى في وقت لاحق ضاحكاً أن أبحاثه كانت عادت لأول مرة مع كلينر مع التعليق الذي كان قصيراً جداً. بعد أن كان قد أضاف جملة واحدة، وقبلت من دون الإدلاء بمزيد من التعليقات»
أما أوراق الفيزياء الإحصائية السابقة لأينشتاين من عامي (1902-1904) فقد وضعت أسس النهج النظري الذي قدم طلباً لمشاكل ملموسة في عام 1905 وفي السنوات التي بعدها، وقد أصابه الشكٌ حول موضوع الميكانيكا الكلاسيكية مع أنه بدا واثقاً من المبادئ والمناهج الإحصائية، ومع ذلك أطروحة أينشتاين للدكتوراه لا يتبع هذا المنهج الإحصائي. وقد قيل أن أينشتاين تجنب أفكاره النظرية الخاصة لكي يوافق مشرفه ألفريد كلاينر على منحه درجة الدكتوراه.
وفي عام 1905 حصل أينشتاين على درجة الدكتوراه في جامعة زيورخ تحت إشراف ألفريد كلاينر مع أطروحةٍ بعنوان «تصميم جديد لجزيئية الأبعاد» (بالألمانية: Eine neue Bestimmung der Moleküldimensionen) بعد أن اختتم أينشتاين محاضرته عام 1909 في جامعة زيوريخ عن موضوع الديناميكا الكهربائية والنسبية، اقترح ألفريد كلينر إمكانية توظيفه في جامعة لآينشتاين، وأوصت به لدرجة الأستاذية التي أنشئت حديثا في الفيزياء النظرية. وفي يوم 7 مايو عام 1909 صدرت حكومة كانتون زيورخ بتعيين ألبرت أينشتاين إلى أستاذ مشارك، اعتبارا من يوم 15 أكتوبر عام 1909، براتب من 4500 فرنك سويسري سنويا.

## وفاته
توفي هذا العالم الفيزيائي في يوم 3 يوليو عام 1916 عن عمر 67 عاماً ولم يذكر في المصادر عن مكان وفاته

## وصلات خارجية
- Einstein's dissertation
- ألفريد كلاينر في شجرة علماء الرياضيات من ويكيبيديا الإنجليزية
- Kleiner on Einstein archive
- Letter from Sommerfeld to Kleiner